# Peter de Waard
Peter de Waard (Egmond aan den Hoef, 1955) is een Nederlandse journalist en columnist bij de Volkskrant.

## Journalist
De Waard studeerde tussen 1973 en 1976 Economie, Rechten en Sociologie aan de Universiteit van Amsterdam.
Tussen 1975 en 1985 werkte hij voor het Noordhollands Dagblad (Alkmaarsche Courant en Dagblad Kennemerland). In 1985 volgde de overstap naar Het Parool als economisch journalist. Sinds 1988 was De Waard journalist en columnist bij economieredactie van de Volkskrant.  Naast journalistieke verhalen schrijft hij sinds 2010, viermaal in de week de column De Kwestie.
Van 2000 tot 2007 was hij correspondent in Londen. 
Vanaf 2005 schreef hij als verslaggever voor Hard Gras.

## Auteur
Door zijn correspondentschap voor de Volkskrant in Londen leerde hij Engeland goed kennen. Het resulteerde in boeken als Tony Blair, Eigenzinnig Londen en Een eigenzinnig koninkrijk.
De Waard maakte deel uit van het brexitpanel van het radioprogramma Met het Oog op Morgen en analyseerde de brexitperikelen voor BNR en Radio 1.
In totaal verschenen meer dan duizend necrologieën van overleden Nederlanders die iets bijzonders presteerden of betekenden. De levensverhalen veschenen onder de titel Het Eeuwige Leven.

## Erkenning
De Waard won in 1992 de financiële persprijs. In 2006 werd hij in Groot-Brittannië tweede bij de verkiezing 'Journalist van het jaar'.